# Dinoderus ocellaris
Dinoderus ocellaris is een keversoort uit de familie boorkevers (Bostrichidae). De wetenschappelijke naam van de soort is voor het eerst geldig gepubliceerd in 1830 door Stephens.